# Захопёрское сельское поселение
Захопе́рское се́льское поселе́ние — муниципальное образование в составе Нехаевского района Волгоградской области.
Административный центр — хутор Захопёрский.

## История
Захопёрское сельское поселение образовано 18 ноября 2004 года в соответствии с Законом Волгоградской области № 977-ОД.

## Население
| 2010 | 2012 | 2013 | 2014 | 2015 | 2016 | 2017 |
| ---- | ---- | ---- | ---- | ---- | ---- | ---- |
| 715  | ↘690 | ↘686 | ↘679 | ↘636 | ↘612 | ↘606 |
| 2018 | 2019 | 2020 | 2021 |      |      |      |
| ↘590 | ↘572 | ↘553 | ↗555 |      |      |      |

## Состав сельского поселения
| № | Населённый пункт | Тип населённого пункта        | Население |
| - | ---------------- | ----------------------------- | --------- |
| 1 | Захопёрский      | хутор, административный центр | 492       |
| 2 | Меловский        | хутор                         | 8         |
| 3 | Родниковский     | хутор                         | 0         |
| 4 | Тушкановский     | хутор                         | 215       |